# 山东省立第六联合中学
山东省立第六联合中学，简称六联中，抗日战争期间由山东省立烟台中学等校南迁师生于1938年秋在莱阳县城山东省立第二乡村师范学校旧址成立的一所中学，次年迁至牟平县青山村，也被称为“青山中学”，1941年因胶东地区的国共冲突西迁至沂水县，1942年停止办学。

## 历史
1937年七七事变后，侵华日军大肆入侵山东。10月，山东省政府机关撤出济南转入鲁南山区。同月，山东省教育厅电话通知各省立、县立学校火速迁往临沂。烟台山东省立烟台中学、掖县山东省立第九中学、莱阳山东省立第二乡村师范学校、文登山东省立第七乡村师范学校等校校长都带领少数师生向鲁南转移，途中因敌机轰炸等原因，大多学生离队返回老家。
1938年夏，山东省教育厅命原烟台中学校长张敏之在胶东组建“山东省立第六联合中学”。1938年秋，六联中在莱阳县城外的二乡师旧址筹组，张敏之任校长，宋源溪任教育主任，邴之鹏任训育主任。六联中按照《同学录》通知各校学生赴莱阳复学，部分学生闻讯后赶赴莱阳入学。1938年10月中旬，六联中正式开始上课，包括初中三个年级六个班，高中两个年级四个班，乡师三个年级六个班，合计十六个班，约700人。
因为日军的入侵骚扰和飞机轰炸，省立二乡师的校舍破坏严重，仪器设备、图书等都损失严重，教学条件很差。但在举国抗战热情的鼓舞下，六联中在坚持学习的同时还积极组织活动宣传抗日救亡。1938年10月，日军再度侵占平度城。青岛和烟台的日军扬言要打通烟青公路，莱阳县城形势吃紧。山东省政府鲁东行辕限令六联中当月撤出莱阳，以防不测。因此，六联中安排蓬莱、栖霞一带的学生疏散回原籍等候复学通知，学校教职员和海阳、莱阳、牟平等地学生则迁往莱阳县城东南的朱兰村继续上课。莱阳县城被占领后，六联中又迁往牟平县青山村（今属威海市乳山市），留在朱兰村的几个初中班改为分校。六联中因地处青山村也被俗称为“青山中学”。1939年暑假招收新生后，六联中学生发展到近千人，教职员工60余人，时任校长张敏之，教务主任李旨仁，训育主任邴子鹏、沙仁甫，事务主任戚仁中，军事教官宫樵国、孙葆真。校舍大部借用民房，后又在青山村东河沿树林间建40余间简易教室。
受战争影响，六联中所用教材除部分为设法借用的旧课本，主要靠教师编写讲义后刻钢板油印。校长张敏之治教严谨，教师中支持国共两党的均有。1939年1月，抗日战争进入相持阶段，国民政府开始实行“溶共、防共、反共”方针，颁布《限制异党活动办法》和《沦陷区防范共产党活动办法》等政策。1939年4月，国共两党在胶东地区的游击队共同组建鲁东抗日联军指挥部，山东省第十三行政区专员兼保安司令赵保原任总指挥，青山村一带是国民党游击司令苗占魁部的活动地区。但赵保原部随后发动了多次反共行动，杀害八路军官兵家属、青年救国会会员，侵占中共掖县抗日根据地，勾结日军企图“将共党赶出莱阳”等。同时期，六联中学校内的中统、军统和三青团势力进一步加强，很多倾向中共的学生被开除学籍。由于侵华日军侵占栖霞县城，加强烟青公路封锁，使得家在公路以西的学生往返学校的危险骤增，而校内反共的政治氛围也引起很多学生的不满，六联中的教师和学生数量不断减少。
1940年冬，成立以赵保原为总指挥的“抗八联军”，国共冲突加剧。1941年3月初，因六联中依赖赵保原部势力，张敏之宣布学校西迁，张敏之带领少数师生迁至胶县良乡。1941年8月，青山中学再迁到沂水县，张敏之辞职，夏明山继任校长。1942年夏，夏明山请辞，苏协之接任校长。1942年，六联中迁至莒县石场，后迁至日照。1942年冬，六联中终止办学。

## 学制与课程
山东省第六联合中学属完全中学，为三三制，初中、高中各三年，初中设公民、体育、卫生、国文、英语、算术、植物、动物、物理、化学、历史、地理、劳作、图画、音乐等课程，每周34课时；高中设公民、体育、卫生、军训、国文、英语、算术、生物、化学、物理、中国历史、外国历史、中国地理、外国地理、伦理、图画、音乐，每周31课时。
山东省第六联合中学附设师范部，含后师和乡村师范，师范部附设小学。后师为三年制，乡村师范为四年制。乡村师范设公民、国文、数学（混合算术、珠算）、中国历史、世界历史、中国地理、世界地理、生物、物理、化学等课程。专业课设乡村教育、教育心理、民众教育、小学教材研究、教学法等。
另外，各年级均设每周1小时的新闻课。每日除上课外，另有1小时为早操及课外运动时间。六联中设有军事教官3人，体育教员2人，体育教员主要指导球类活动。

## 相关
1940年8月，鲁东行署在六联中举办为时三个月的教员训练班，以补充各地师资。

## 备注
1. ↑  二乡师因师生南迁而在1937年11月停办[4]
2. ↑  一说初建时有高中、初中学生共约400人[2]
3. ↑  《莱阳市志》记载迁青山村时间为1938年[3]，《牟平县志》记载六联中在青山村成立是在1939年[6]，《乳山市志》记载1939年春迁至青山村[7]
4. 1 2  《乳山市志》记载1940年冬迁往胶县良乡，后又迁于安徽阜阳、湖南等地[7]
5. ↑  《莒县志》记载1943年迁到江苏沛县[11]，《临沂地区志》记载1943年学校迁至苏皖[12]
6. ↑  即后期师范，培养小学教师的中等学校